# Micrasema bactro
Micrasema bactro är en nattsländeart som beskrevs av Ross 1938. Micrasema bactro ingår i släktet Micrasema, och familjen bäcknattsländor. Inga underarter finns listade i Catalogue of Life.